# Jacques de Saint-Antoine
 (mars 2017).
Si vous disposez d'ouvrages ou d'articles de référence ou si vous connaissez des sites web de qualité traitant du thème abordé ici, merci de compléter l'article en donnant les références utiles à sa vérifiabilité et en les liant à la section « Notes et références ».
Jacob Olimaert (1632-1703) est un carme flamand de la Réforme de Touraine, auteur d'ouvrages spirituels et spécialiste du droit canonique, sous son nom en religion Jacques de Saint-Antoine (Jacobus a Sancto Antonio).

## Biographie
Olimaert est né à Bruxelles, le 15 avril 1632. Entré chez les carmes réformés, il fait profession, le 7 novembre 1651, sous le nom de Jacques de Saint-Antoine. Au terme d'études accomplies à Louvain, il est ordonné prêtre, le 7 novembre 1651. Il enseigne ensuite la philosophie à Gand, puis la théologie à l'université de Louvain, à partir de 1663. De 1666 à 1669, il est définiteur de la province flamande, et de 1674 à 1677, assistant du provincial. Entre 1677 et 1681, il occupe le poste de prieur à Bruxelles. De 1684 à 1687, il redevient assistant provincial, avant d'être nommé prieur de Malines, entre 1687 et 1690. Après quoi, il se trouve reconduit dans ses fonctions d'assistant, de 1694 à 1697, et de prieur à Malines, entre 1697 et 1700. Il décède à Anvers, le 17 août 1703. Dans le dernier quart du XVIIe siècle, il s'était attiré à Rome la bienveillance du pape Innocent XI.

## Postérité
Jacques de Saint-Antoine s'est surtout fait connaître comme spécialiste du droit canon, en défendant le privilège d'exemption dont bénéficiait le clergé régulier vis-à-vis du pouvoir de l’Église locale. Il a traité ce sujet notamment à travers ses Consultationes canonicae et son Repagulum canonicum, riposte à une œuvre homonyme composée par le canoniste Zeger Bernard van Espen, professeur à Louvain, de tendance gallicane. Jacques est également intervenu dans la polémique autour des Monita salutaria, édités à Gand en 1673 par Adam Widenfeldt (1618-1678). Face à ce juriste colognais qui entendait dénoncer des excès dans la dévotion à la Vierge, le carme prend aussitôt la défense du culte marial en s'appuyant sur la doctrine du jésuite Pierre Canisius, à travers un ouvrage paru à Cologne en 1674 sous le pseudonyme de Theotocophilus Parthene-montanus (L'ami de la Mère de Dieu, de la montagne de la Vierge, c'est-à-dire du mont Carmel), et en 1675 sous le pseudonyme de Marianus a Sancto Jacobo (Marial de Saint-Jacques). De cette manière, l'auteur s'inscrit dans le charisme marial développé par les carmes belges de la réforme de Touraine, entre autres avec Michel de Saint-Augustin. A l'usage du Tiers-Ordre carmélitain, il a d'ailleurs rédigé un manuel en néerlandais, qui sera encore réédité au XIXe siècle (Bruges, 1860, 1875; Sint-Michiels-Gestel, 1867). Enfin, à destination des religieux désireux de disposer d'un guide spirituel pour leur retraite annuelle de dix jours, Jacques a traduit en latin les Exercices spirituels de Jérôme-Joachim Le Contat (1607-1690), bénédictin de la congrégation de Saint-Maur, lesquels avaient été publiés à Paris en 1664.

### Œuvres
- Monitorium Salutarium B. V. Mariae ad cultores suos indisretos consonantia haereticis... proponitur dijudicanda ex Petro Canisio S. J., Cologne, 1674; 1675.
- Consultationes canonicae pro regulraium... exemptione, Lyon, 1680; Cologne, 1682.
- Repagulum canonicum, repagulo canonico Clarissimi Domini Zegeri bernardi van Espen aversus nimiam exemptionem a juridictione episcoporum objectum, Cologne, 1689.
- Oorsponckelycke, wesenthlycke ende practyckelycke afbeeldinghe van de Derde Orden Onser Lieve Vrouwe des Berghs Carmelo, Anvers, 1691.
- Exercitia spiritualia religionis in annuo decem dierum secessu propria, Anvers, 1695.

### Études
- A. Staring, « Olimaert Jacques de Saint-Antoine », Dictionnaire de spritualité ascétique et mystique, Paris, Beauchesne, t. XI,‎ 1981, p. 763-764.
- Eug. De Seyne, « Olimaert Jacob », Dictionnaire biographique des Sciences, des Lettres et des Arts en Belgique, Bruxelles, Editions L'Avenir, t. II,‎ 1936, p. 790, col. 1.